# Максютово (Кугарчинский район)
Максютово (баш. Мәҡсүт) — село в Кугарчинском районе Башкортостана, административный центр Максютовского сельсовета. Согласно переписи 2020 года население составляло  937 человек.

## Географическое положение
Расстояние до:
- районного центра (Мраково): 50 км,
- ближайшей ж/д станции (Тюльган): 46 км.

## Население
| 2002 | 2009  | 2010  |
| ---- | ----- | ----- |
| 1090 | ↗1098 | ↘1003 |

Национальный состав
Согласно переписи 2002 года, преобладающая национальность — башкиры (52 %).

## Религия
В селе есть мечеть.

## Известные уроженцы
- Буянов, Иван Фёдорович (9 октября 1926 — 30 апреля 1976) — комбайнёр колхоза деревни Максютово Кугарчинского района Башкирской АССР, Герой Социалистического Труда[6].

## Достопримечательности
- Кэшэнэ Бэндэбикэ — историко-архитектурный памятник башкирской культуры XV-XVI вв., мавзолей легендарной Бэндэбикэ, объект культурного наследия Российской Федерации[7].